# Астрильд рудогузий
Астри́льд рудогузий (Brunhilda charmosyna) — вид горобцеподібних птахів родини астрильдових (Estrildidae). Мешкає в Східній Африці. Раніше вважався конспецифічним з чорнощоким астрильдом, однак був визаний окремим видом.

## Опис
Довжина птаха становить 12 см. У самців верхня частина голови, горло, спина і покривні пера крил коричнювато-сірі, поцятковані тонкими темними смужками. Махові пера білі, поцятковані чорними смужками, надхвістя червоне, хвіст довгий, чорний. На голові чорна "маска". Груди і живіт рожевувато-коричнюваті, боки світліші, охристі, нижня частина живота і гузка світліші. Очі темно-карі, дзьоб біля основи сизувато-сірий, на кінці чорний, лапи тілесно-чорного кольору. Самиці мають дещо менш яскраве забарвлення, надхвістя у них менш червоне.

## Підвиди
Виділяють два підвиди:
- B. c. charmosyna (Reichenow, 1881) — південь Південного Судану, Ефіопія, Сомалі, північний схід Уганди і північ Кенії;
- B. c. kiwanukae (Van Someren, 1919) — південна Кенія і північна Танзанія.

## Поширення і екологія
Рудогузі астрильди мешкають в Ефіопії, Сомалі, Південному Судані, Уганді, Кенії і Танзанії. Вони живуть в сухих чагарникових заростях і саванах. Зустрічаються парами або невеликими зграйками до 10 птахів. Більшу частину часу вони проводять на землі, де шукають їжу, а на ніч зграя збирається на одному дереві. Основою раціону рудогузих астрильдів є дрібне насіння трав. Також вони доповнюють свій раціон пагонами, ягодами, плодами, іноді комахами.
Сезон розмноження у рудогузих астрильдів припадає на завершення сезону дощів. Гніздо має грушеподібну форму, робиться парою птахів з переплетених стебел трави і рослинних волокон, розміщується в чагарниках. В кладці від 3 до 5 білуватих яєць. Інкубаційний період триває приблизно 2 тижні. Насиджують і самиці, і самці, вдень чергуючись між собою, а вночі відпочиваючи разом в гнізді. Пташенята покидають гніздо через 20 днів після вилуплення, однак батьки продовжують піклуватися про них ще деякий час. Рудогузі астрильди іноді стають жертвами гніздового паразитизму сапфірових вдовичок.